# Napoleón Orsini
Napoleón Orsini (en italiano Napoleone Orsini Frangipani; Roma, 1263 - Aviñón, 24 de marzo de 1342) fue un cardenal romano. Su carrera eclesiástica duró 57 años, 54 de ellos como cardenal, y participó en seis cónclaves. Fue miembro de las familias Orsini y Frangipani. 
Nacido en Roma, hijo de Rinaldo Orsini, hermano del papa Nicolás III, Napoleón profesó las órdenes sagradas en 1285 y fue nombrado sub-capellán papal por el papa Honorio IV. Ascendió rápidamente, y el 16 de mayo de 1288 fue nombrado cardenal diácono de San Adrián por el papa Nicolás IV. 
Durante el pontificado de Bonifacio VIII su talento para la diplomacia fue puesto a prueba ampliamente y le nombraron legado papal en Spoleto y Ancona. En calidad de tal, en 1301, retomó la ciudad de Gubbio, que se había rebelado contra los Estados Pontificios. Opuesto a la familia Colonna, apoyó las cruzadas italianas de Bonifacio.
Durante el Papado de Aviñón, Napoleón se alineó con los Colonna y testificó contra Bonifacio en el juicio póstumo a este último. Diplomáticamente activo durante los pontificados de Clemente V y Juan XXII, murió a los 79 años de edad, en 1342, en Aviñón, reinando el papa Benedicto XII, fue enterrado en la iglesia franciscana de dicha ciudad.

## Fuente
- Esta obra contiene una traducción  derivada de «Napoleone Orsini Frangipani» de Wikipedia en inglés, publicada por sus editores bajo la Licencia de documentación libre de GNU y la Licencia Creative Commons Atribución-CompartirIgual 4.0 Internacional.

- Datos: Q2707742
- Multimedia: Napoleone Orsini / Q2707742